# Pseudaegerita corticalis
Pseudaegerita corticalis är en svampart som först beskrevs av Peck, och fick sitt nu gällande namn av J.L. Crane & Schokn. 1981. Pseudaegerita corticalis ingår i släktet Pseudaegerita och familjen Hyaloscyphaceae.   Inga underarter finns listade i Catalogue of Life.